# Демченко, Мария Николаевна
Мария Николаевна Демченко (укр. Марія Миколаївна Демченко; 13 июля 1902 год, село Лысовка, Полтавская губерния — 1978 год, село Лысовка, Новосанжарский район, Полтавская область, Украинская ССР) — колхозница, звеньевая колхоза «Большевик» Ново-Сенжарского района Полтавской области, Украинская ССР. Герой Социалистического Труда (1948).

## Биография
Родилась 13 июля 1902 года в крестьянской семье в селе Лысовка Полтавской губернии. Получила начальное образование. С 15-летнего возраста начала свою трудовую деятельность. Одна из первых вступила в колхоз «Большевик», который был организован в Лысовке. Работала звеньевой полеводческого звена. Во время Великой Отечественной войны проживала в родном селе.
После освобождения Полтавской области от немецких оккупантов в 1943 году продолжила работать звеньевой в колхозе «Большевик» Ново-Санжарского района. В 1947 году звено, которое возглавляла Мария Демченко, собрало 33,76 центнеров пшеницы с каждого гектара с участка площадью 9 гектара. В 1948 году была удостоена звания Героя Социалистического Труда «за получение высоких урожаев пшеницы, ржи и сахарной свеклы при выполнении колхозом обязательных поставок и натуроплаты за работу МТС в 1947 году и обеспеченности семенами зерновых культур для весеннего сева 1948 года».
Участвовала во всесоюзной выставке ВДНХ в 1957—1959 годах.
В 1960 году вышла на пенсию. Проживала в селе Лысовка, где скончалась в 1978 году. Похоронена на сельском кладбище. Могила Марии Демченко является памятником истории и культуры Украины по Полтавской области.

## Награды
- Герой Социалистического Труда — указом Президиума Верховного Совета СССР от 10 мая 1948 года
- Орден Ленина
- Медаль «В ознаменование 100-летия со дня рождения Владимира Ильича Ленина» (1970)